# Marco-Aurelio De Paoli
Marco-Aurelio De Paoli (Belo Horizonte, 29 de março de 1949) é um químico brasileiro.

## Biografia
Ingressou na Universidade Estadual de Campinas (UNICAMP) em 1977, instituição onde é professor titular desde 1990. 
Desenvolve pesquisas na área de polímeros condutores iônicos e eletrônicos - preparação, propriedades e aplicação- e polímeros reforçados com fibras vegetais. Trabalha ainda com estabilização e degradação de polímeros convencionais e estabilização e degradação de polímeros, além de reciclagem de plásticos pós-consumo. 
Dirige o Laboratório de Polímeros Condutores e Reciclagem, que já originou 70 teses, entre Mestrado e Doutorado, 260 publicações internacionais, 3 livros, 10 capítulos de livros e 10 patentes.

## Homenagens
- 1993 - Prémio Union Carbide de Incentivo à Química, da Union Carbide do Brasil S.A.[1]
- 1994 - Medalha Lavoisier (SCF), da Sociedade Francesa de Química[2]
- 1998 - Prémio Zeferino Vaz de Incentivo Acadêmico - Universidade Estadual de Campinas[3]
- 2002 - Comendador da Ordem Nacional do Mérito Científico [1]
- 2006 - Medalha Simão Mathias, da Sociedade Brasileira de Química[3]
- 2008 - Grã-Cruz da Ordem Nacional do Mérito Científico[3]